# NGC 3150
NGC 3150 (również PGC 29789) – galaktyka spiralna (S?), znajdująca się w gwiazdozbiorze Małego Lwa. Odkrył ją Guillaume Bigourdan 1 lutego 1886 roku.